# Stentjärnen (Vika socken, Dalarna)
Stentjärnen är en sjö i Falu kommun i Dalarna och ingår i Dalälvens huvudavrinningsområde.